# Mesojedec (priimek)
Mesojedec [mesojedec] je priimek več znanih osedbosti.

## Nosilci priimka
- Alojzij Mesojedec, talec, ubit 17. maja 1942 v Gramozni jami
- Franc Mesojedec (Frank M. Meno) (1932–2000), fizik
- Milan Mesojedec, sodnik
- Slavko Mesojedec, inženir gradbeništva
- Uroš Mesojedec, informatik